# John Green

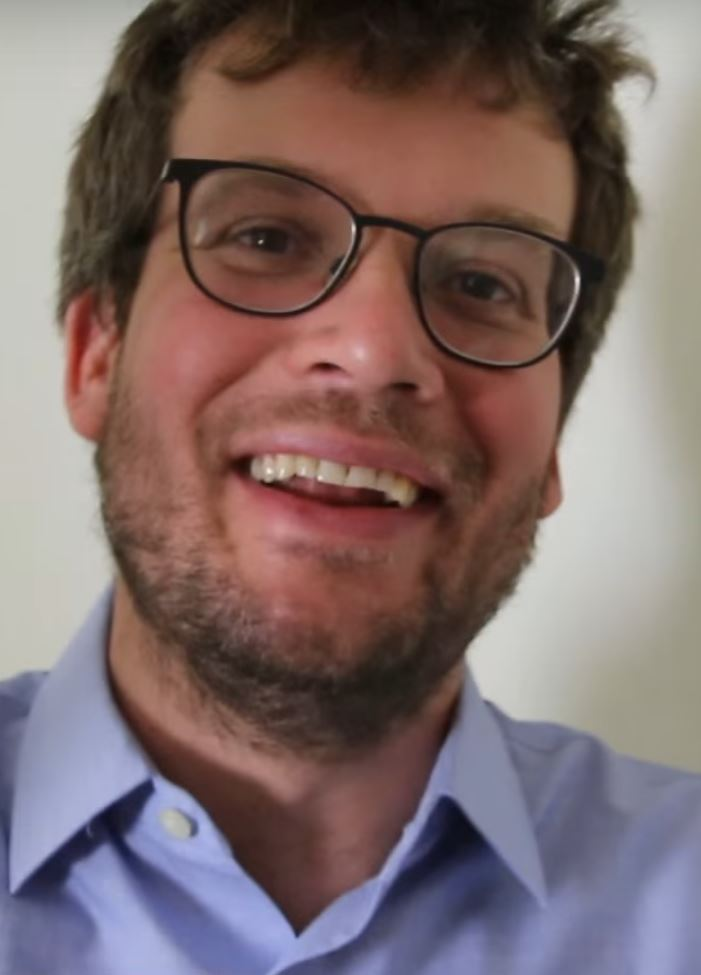
John Green en 2016

John Michael Green (Indianápolis, 24 de agosto de 1977) es un escritor estadounidense de literatura juvenil, Video bblogger en YouTube y productor ejecutivo. Es reconocido mayormente por su libro Bajo la misma estrella y Ciudades de papel.
Sus padres, quienes lo apoyaron con su decisión, fueron Mike Green y Sydney Green. Su padre era director de la ONG The Nature Conservancy en Florida, mientras que su madre fue ama de casa durante la infancia de sus hijos, para después trabajar en una organización de caridad.

## Biografía
Green asistió a “Indian Springs School”, un internado y el colegio externo en las afueras de Birmingham, Alabama. Se graduó en el Kenyon College en el 2000 con una doble licenciatura en Inglés y estudios religiosos. Green vivió muchos y varios años en Chicago donde trabajó para una revista de libros llamada Booklist. Una vez ahí, pasó revistas a cientos de libros de todas las variedades, su especialidad se basaba en revisar la literatura de ficción, libros sobre el islam, y libros sobre guayabas.
Después, vivió en Nueva York durante dos años. También escribió para la “National Radio's".
En 2014 fue incluido en la lista de las 100 personas más influyentes en el mundo, de la revista Time. También en 2006 ganó el Printz Award por su novela debut Buscando a Alaska la cual se inspiró por su tiempo en la Indian Springs School, en 2008 fue coautor de Let it snow (historias conectadas que pasan en la época de Navidad), también en ese año salió Ciudades de papel. En el 2010 escribió su novela más conocida, Bajo la misma estrella, debutó en el número 1 en la lista de los más vendidos del New York Times en enero de 2012. En 2014 se estrenó su adaptación cinematográfica, la cual fue un éxito entre adolescentes y adultos, quedando en el #1 en la taquilla.
En 2015 salió la adaptación al cine de Paper Towns (Ciudades de papel) con Cara Delevingne y Nat Wolff en los papeles protagonistas.
También es conocido por sus videos de YouTube. Green comenzó en 2007, con el lanzamiento del canal Vlogbrothers, que dirige junto a su hermano, Hank Green. Desde entonces Green ha lanzado eventos como Project for Awesome y VidCon, y ha creado un total de 11 series en línea junto con su hermano, como Crash Course, un canal educativo de YouTube de literatura, historia y ciencia.

## Obras

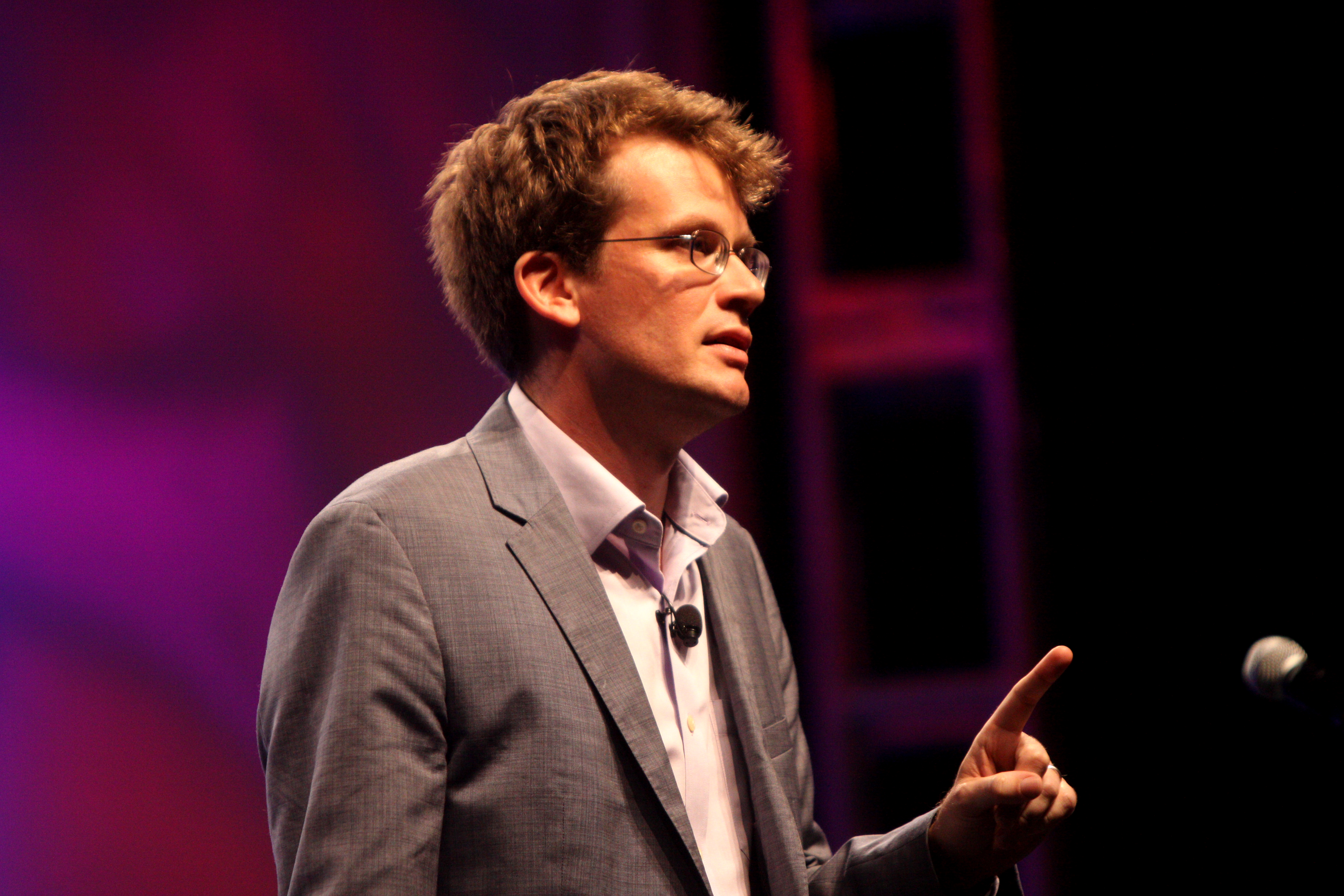
John Green en 2012.

### Novelas
- 2005: Buscando a Alaska (Looking for Alaska). México, Castillo, 2006. Traducción de Cecilia Aura Cros. Barcelona, Nube de Tinta, 2014. Traducción de Cecilia Aura Cross.
- 2006: 'El teorema Katherine (An Abundance of Katherines). Barcelona, Nube de Tinta, 2014. Traducción de Noemí Sobregués Arias.
- 2008: Ciudades de papel (Paper Towns). Barcelona, Nube de Tinta, 2014. Traducción de Noemí Sobregués Arias.
- 2012: Bajo la misma estrella (The Fault in Our Stars). Barcelona, Nube de Tinta, 2012. Traducción de Noemí Sobregués Arias.
- 2017: Mil veces hasta siempre (Turtles All the Way Down). Barcelona: Nube de Tinta, 2017. Traducción de Noemí Sobregués Arias.

### Ensayos
- 2021: Tu mundo y el mío. Postales de antropoceno (The Anthropocene Reviewed: Essays on a Human-Centered Planet). Barcelona: Plaza y Janés, 2021. Traducción de Noemí Sobregués Arias.

### En colaboración
- 2008: Noches blancas  (Let It Snow: Three Holiday Romances). Con Maureen Johnson y Lauren Myracle. Barcelona: Nube de Tinta, 2015. Traducción de Verónica Canales Medina.
- 2010:  Will Grayson, Will Grayson. Con David Levithan. Barcelona, Nube de Tinta, 2015. Traducción de Noemí Sobregués Arias.

### Relatos en antologías
- 2006: "The Approximate Cost of Loving Caroline", en Twice Told: Original Stories Inspired by Original Art, de Scott Hunt.
- 2007: "The Great American Morp", en 21 Proms, de David Levithan y Daniel Ehrenhaft.
- 2009: "Freak the Geek", en Geektastic: Stories from the Nerd Herd.
- 2011: "Reasons", en What You Wish For.

## Obras adaptadas al cine
- Bajo la misma estrella (2014)
- Ciudades de papel (2015) (Productor)
- Buscando a Alaska (2019)
- Noches blancas. Tres historias de amor inolvidables (2019)
- Turtles All the Way Down (2024)